# Church of Anthrax
Church of Anthrax är ett rockalbum från 1971 av John Cale och Terry Riley.

## Låtlista
Samtliga låtar skrivna av John Cale och Terry Riley, om annat inte anges.
1. "Church of Anthrax" - 9:05
2. "The Hall of Mirrors in the Palace at Versailles" - 7:59
3. "The Soul of Patrick Lee" (John Cale) - 2:49
4. "Ides of March" - 11:03
5. "The Protege" - 2:51

## Medverkande
- John Cale - orgel, bas, gitarr, piano, cembalo, keyboards, violin
- Terry Riley - orgel, piano, keyboards, saxofon
- Bobby Colomby - trummor
- Bobby Gregg - trummor
- Adam Miller - sång på "The Soul of Patrick Lee"